# Portique (architecture)
Pour les articles homonymes, voir Portique.
 (octobre 2019).
Si vous disposez d'ouvrages ou d'articles de référence ou si vous connaissez des sites web de qualité traitant du thème abordé ici, merci de compléter l'article en donnant les références utiles à sa vérifiabilité et en les liant à la section « Notes et références ».

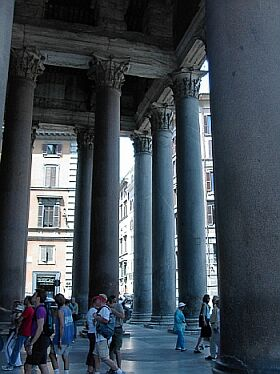
Le portique sous le Panthéon de Rome.

Un portique (de l'italien portico) est une pièce, un passage ou une galerie ouverte en rez-de-chaussée et couverte entre deux colonnades ou rangs d'arcades. Les voûtes ou les plafonds sont supportés par des colonnes, des piliers ou des arcades soutenues par deux rangées de colonnes, ou par un mur et une rangée de colonnes.
Au sens large, il s'agit d'un porche, c'est-à-dire d'une construction en saillie devant la façade d'un bâtiment y donnant accès avec une colonnade. C'est dans la Grèce antique qu'apparut ce type de construction qui influença la culture occidentale et d'autres cultures. Palladio a remis au goût du jour les portiques à la Renaissance.

## Différents styles de portiques
Selon le vocabulaire de la Grèce antique, on distingue d'après le nombre de colonnes les genres suivants.

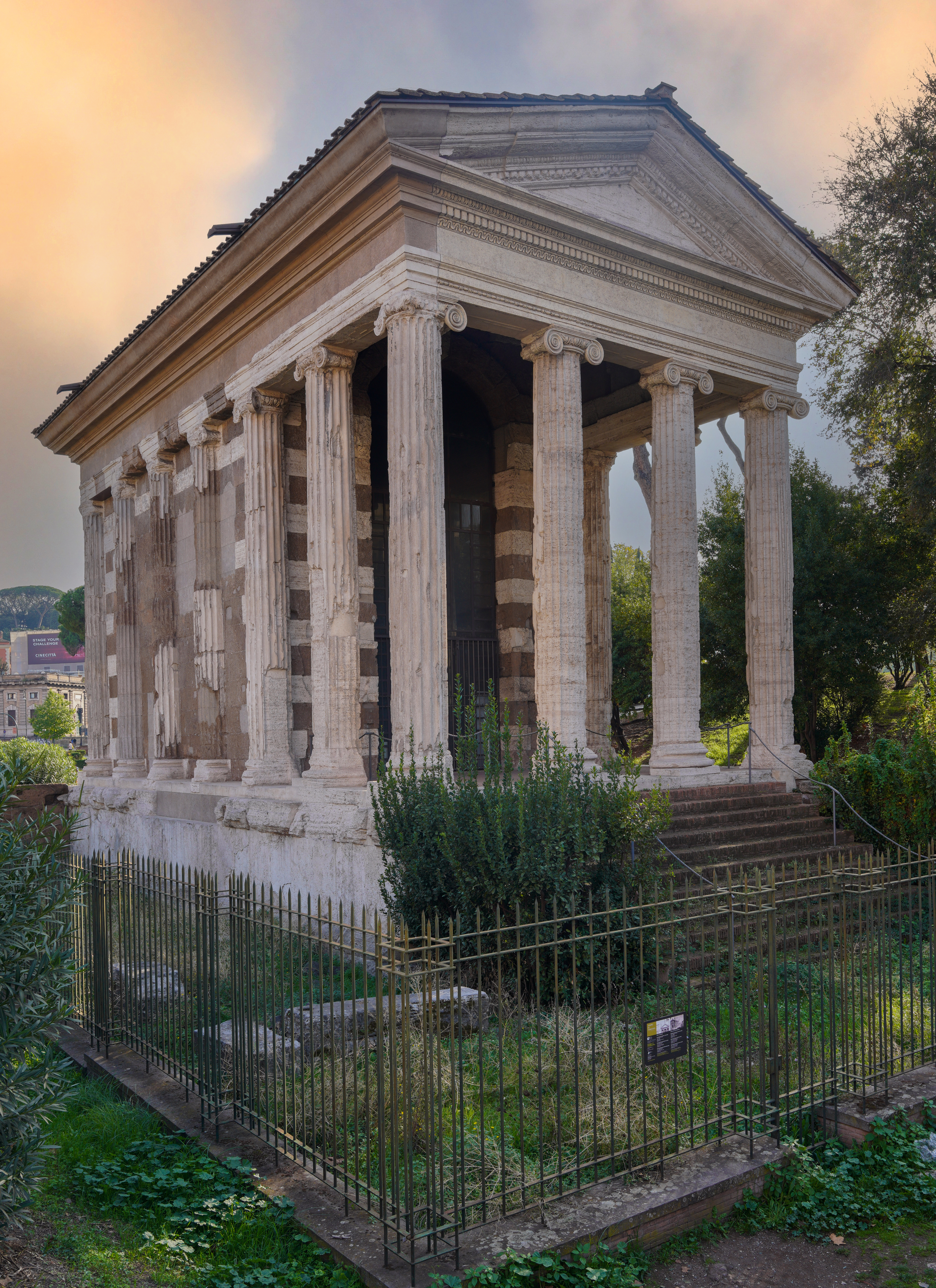
Façade nord et ouest du temple de Portunus, tétrastyle.

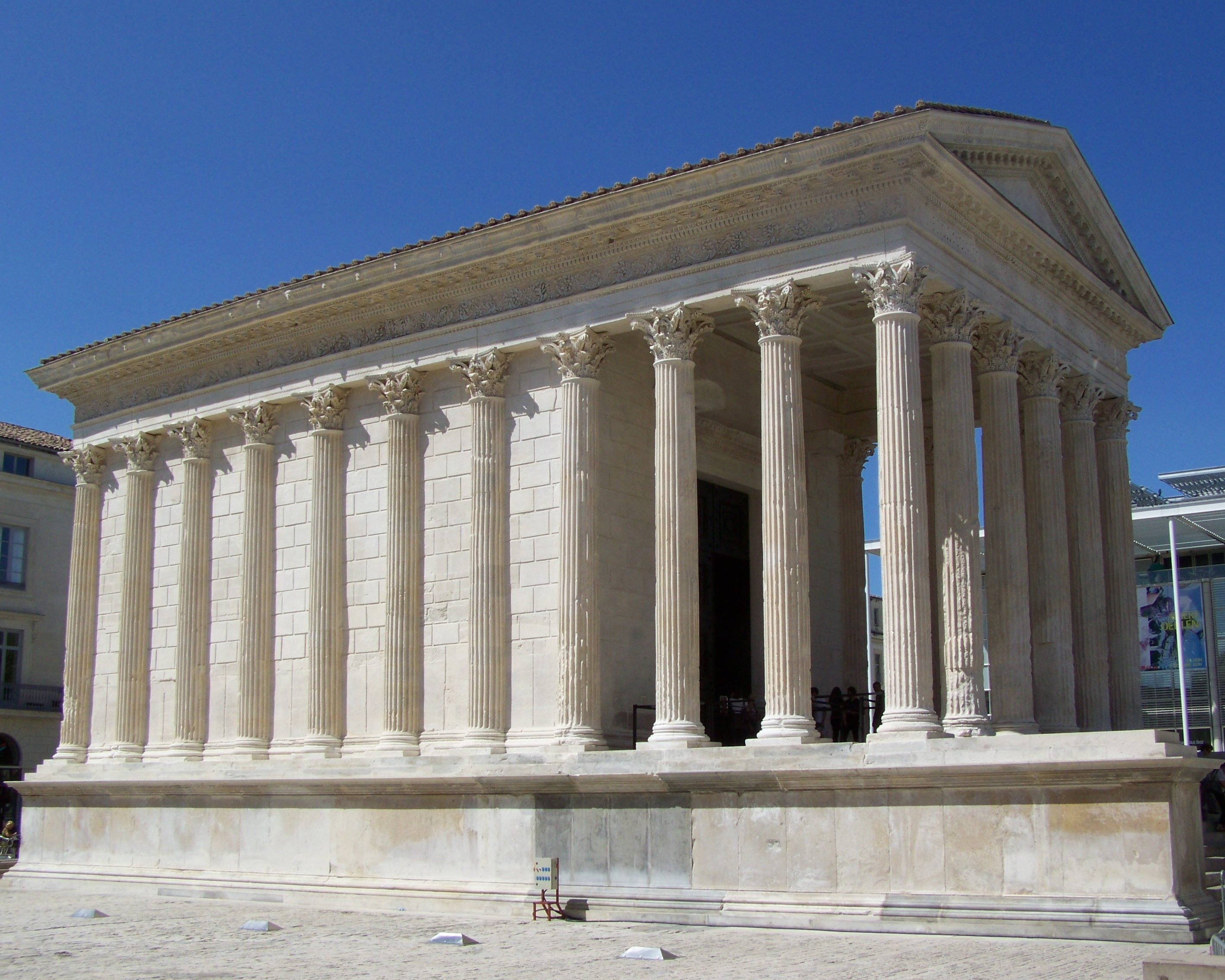
Vue de la Maison Carrée de Nîmes, exemple de temple romain hexastyle.

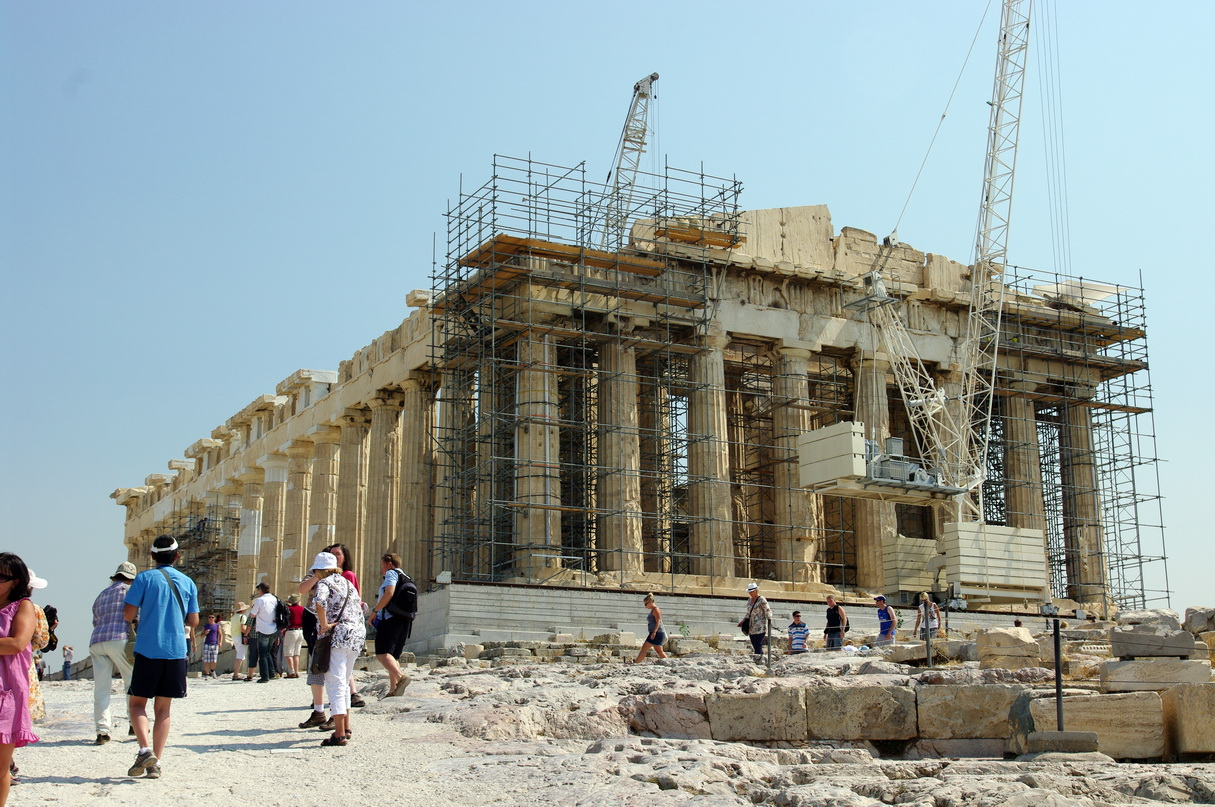
Façade ouest du Parthénon, exemple de temple octostyle.

- Portique tétrastyle : ce portique possède quatre colonnes. Il était utilisé par les Grecs et les Étrusques pour de petits bâtiments publics ou des temples amphiprostyles, comme le temple d'Athéna Niké. Les Romains favorisèrent ensuite ce genre de portique pour leurs sanctuaires de type pseudo-périptère, les colonnes de côté étant encastrées dans le mur, comme au temple de Portunus. Ils l'utilisèrent aussi pour leurs temples prostyles de grands édifices comme la basilique de Maxence et Constantin. En dehors de Rome, ce style s'étendit en province, ainsi du temple du capitole de Volubilis.
- Portique hexastyle :
  - Parmi les exemples les plus fameux de l'hexastyle grec, on distingue communément les temples de Paestum, comme le temple d'Héra (550 av. J.-C.), le temple d'Apollon (450 av. J.-C.), le premier temple d'Athéna de type basilical, et le second temple d'Héra (460-450 av. J.-C.).
  - Temple d'Athéna Aphaia (l’Invisible) à Égine (495 av. J.-C.)
  - Temple E d'Hera à Sélinonte (465-450)
  - Temple de Zeus à Olympie
  - Temple de la Concorde à Agrigente (430 av. J.-C.). Bien préservé, on peut encore admirer son péristyle et ses entablements.
  - Temple de Ségeste (430 av. J.-C.)
  - Héphaïstéion d'Athènes, temple dorique périptère (449-444) sous l'Acropole
  - Temple de Poséidon au cap Sounion (449 av. J.-C.)
  - L'hexastyle a aussi été utilisé dans l'ordre ionique comme pour le porche prostyle du temple d'Athéna de l'Érechthéion à Athènes.
  - Hexastyle romain : les Étrusques adoptèrent l'hexastyle avec la colonisation grecque du sud de la péninsule, puis les Romains. Leurs temples pseudo-périptères et amphiprostyles s'ornent alors de hautes colonnes sur des podiums utiles à la pompe de leurs cérémonies publiques. La Maison Carrée de Nîmes en est l'exemple le mieux préservé.
- Portique octostyle : ce portique possède huit colonnes. Ce genre est bien plus rare que l'hexastyle dans les canons de l'architecture grecque, mais son exemple le plus célèbre, le Parthénon d'Athènes (450-430), est fameux dans le monde entier. Le Panthéon de Rome (125 apr. J.-C.) a été bâti selon son modèle. Le temple d'Auguste, détruit aujourd'hui, était octostyle, d'après les pièces de monnaie qui le représentent. L'église de la Madeleine à Paris en est un exemple moderne.
- Portique décastyle : ce portique possède dix colonnes, comme au temple d'Apollon Didyme à Milet, et aujourd'hui l'University College de Londres.

## Énoncé conceptuel
Le portique est un espace public couvert, complémentaire d'un espace public ouvert, adossé à un mur et ne menant ni à l'une ni à l'autre des maisons de la ville.

## Construction
En structure de construction, un portique est un élément de gros œuvre porteur béton ou métal ou bois constitué de deux poteaux et d'une poutre ou de deux potences face-à-face s'il y a une articulation au milieu de la partie horizontale pouvant comporter une faible pente donnant deux versants. Les éléments verticaux sont reliés entre leur socle en pied par des longrines pour assurer la rigidité en plan. L'articulation en partie horizontale implique un encastrement au pied des poteaux.

## Galerie

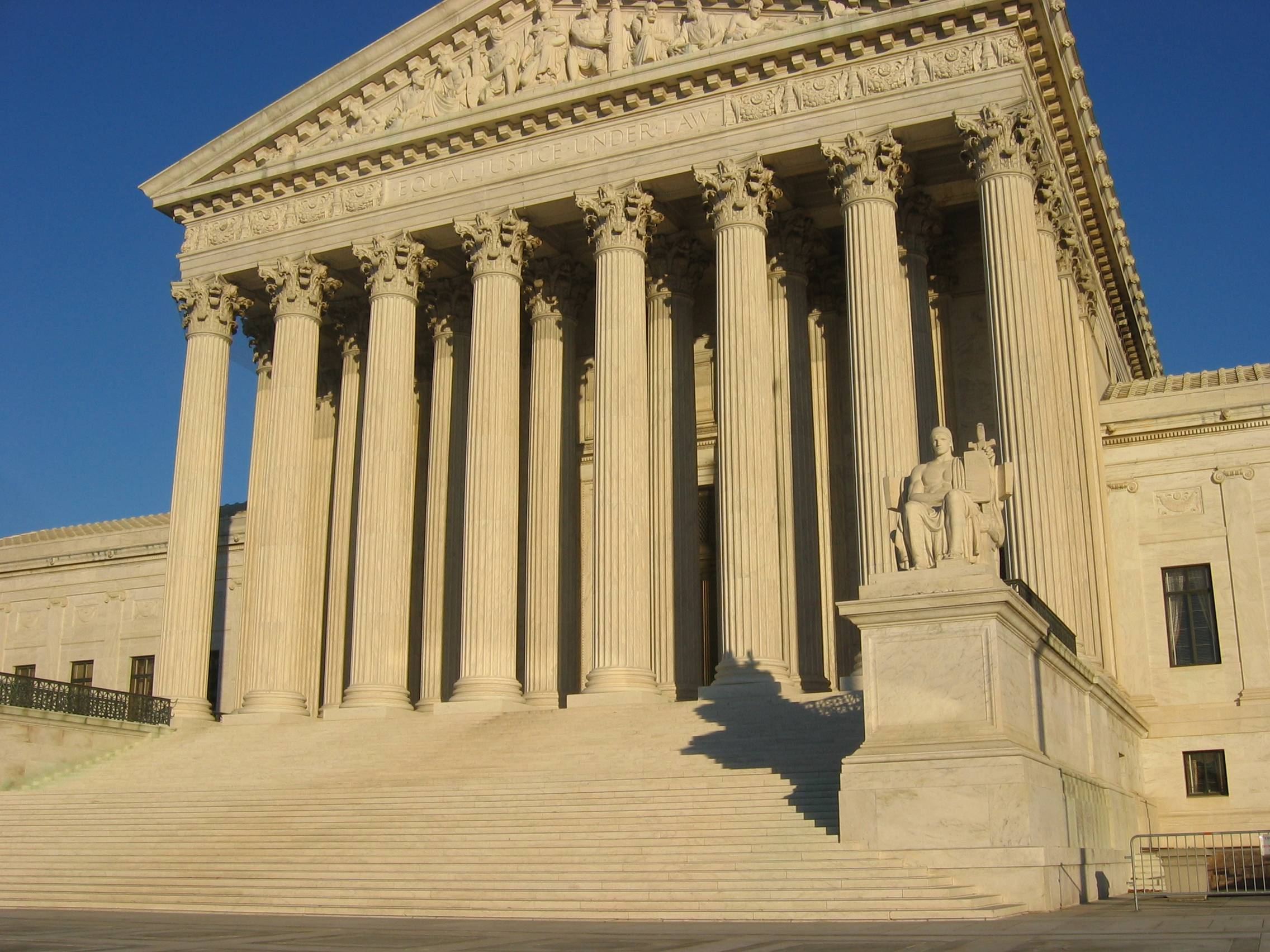
Portique de la Cour suprême des États-Unis à Washington.
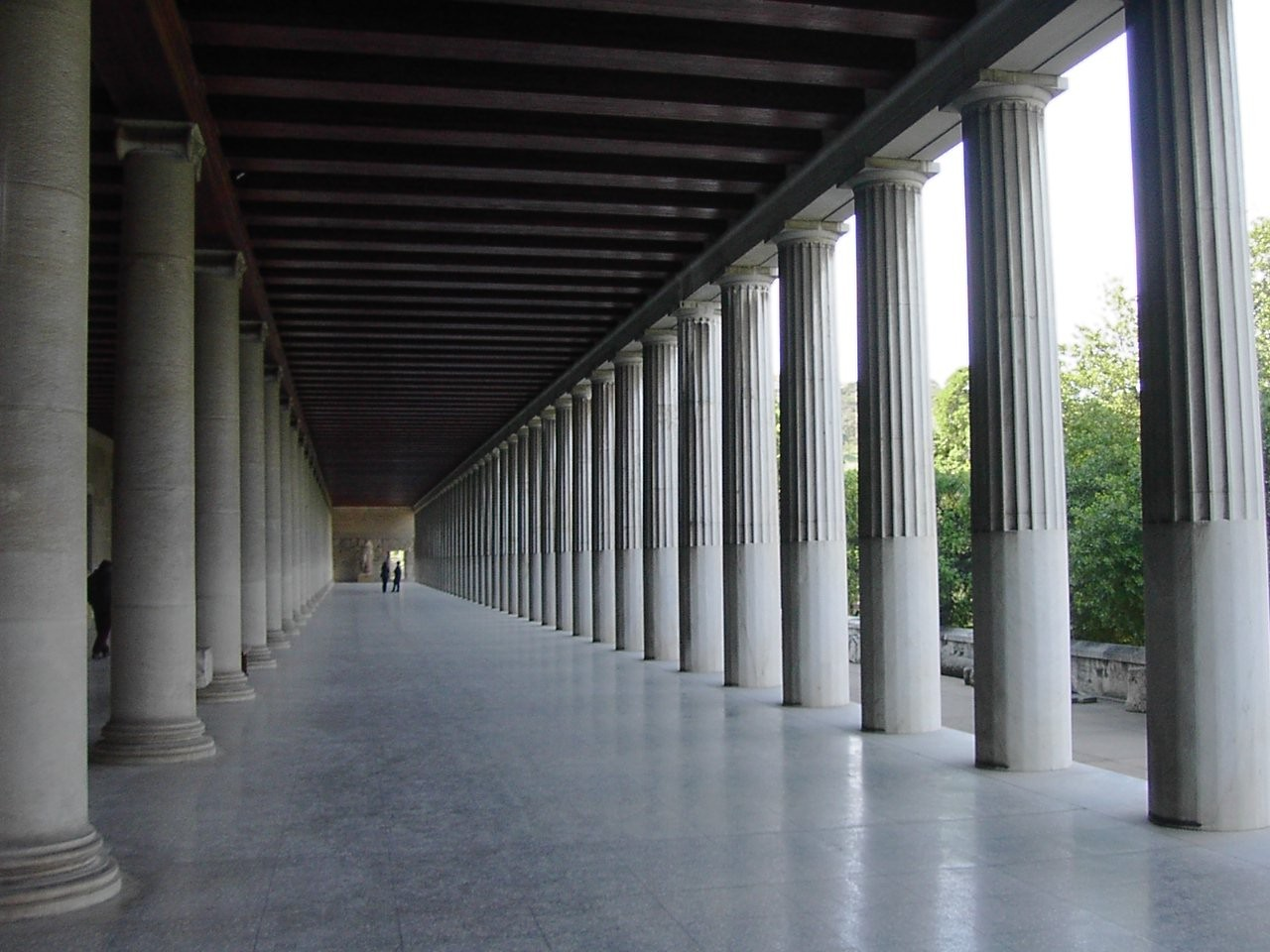
Portique de la stoa d'Attale à Athènes.
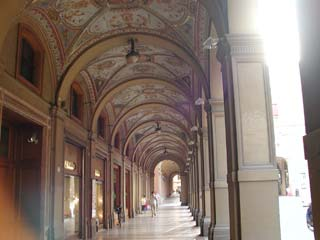
Portique de Bologne, ville qui possède le plus long portique dans le monde.
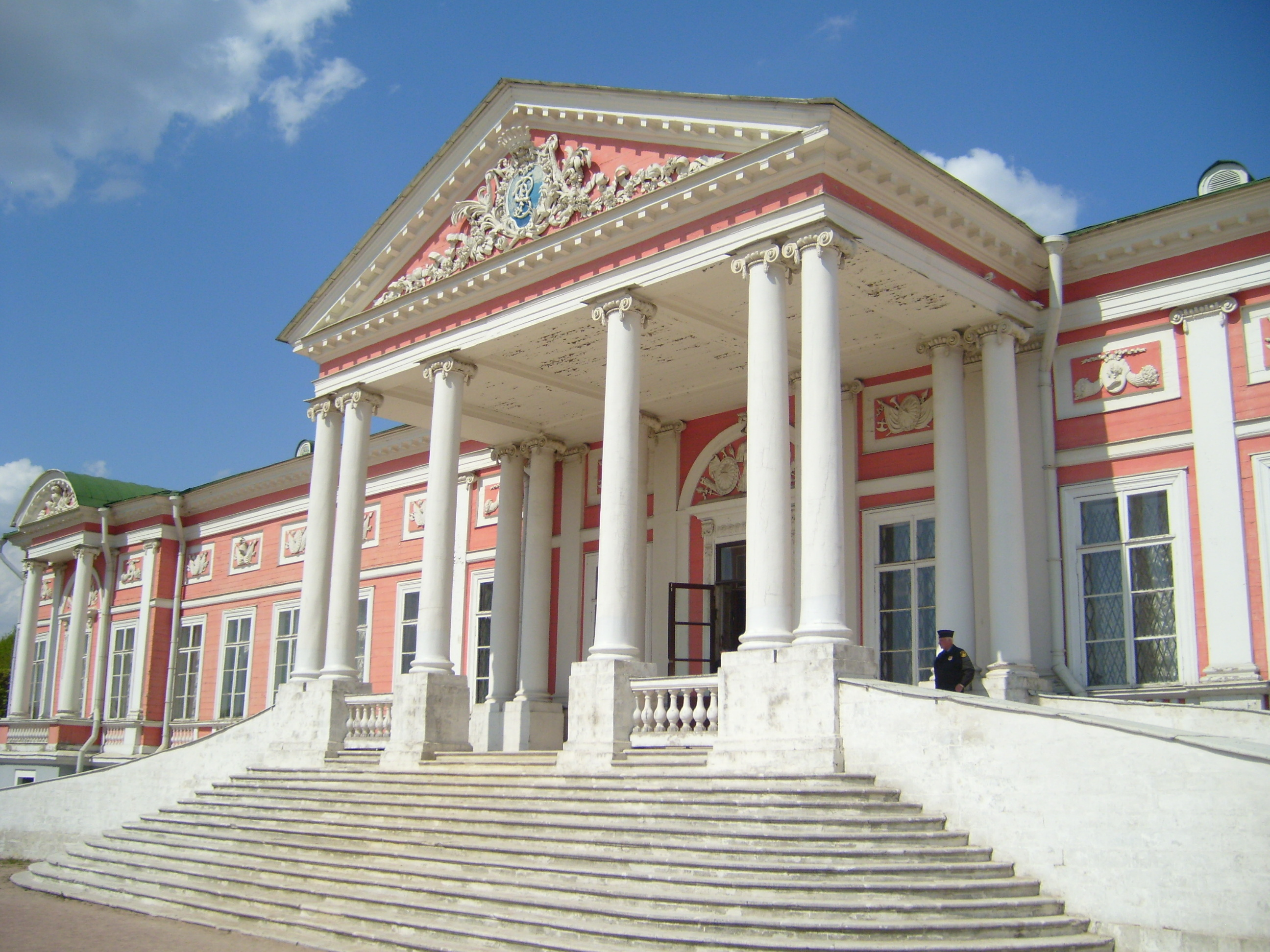
Portique néoclassique du château de Kouskovo à Moscou.
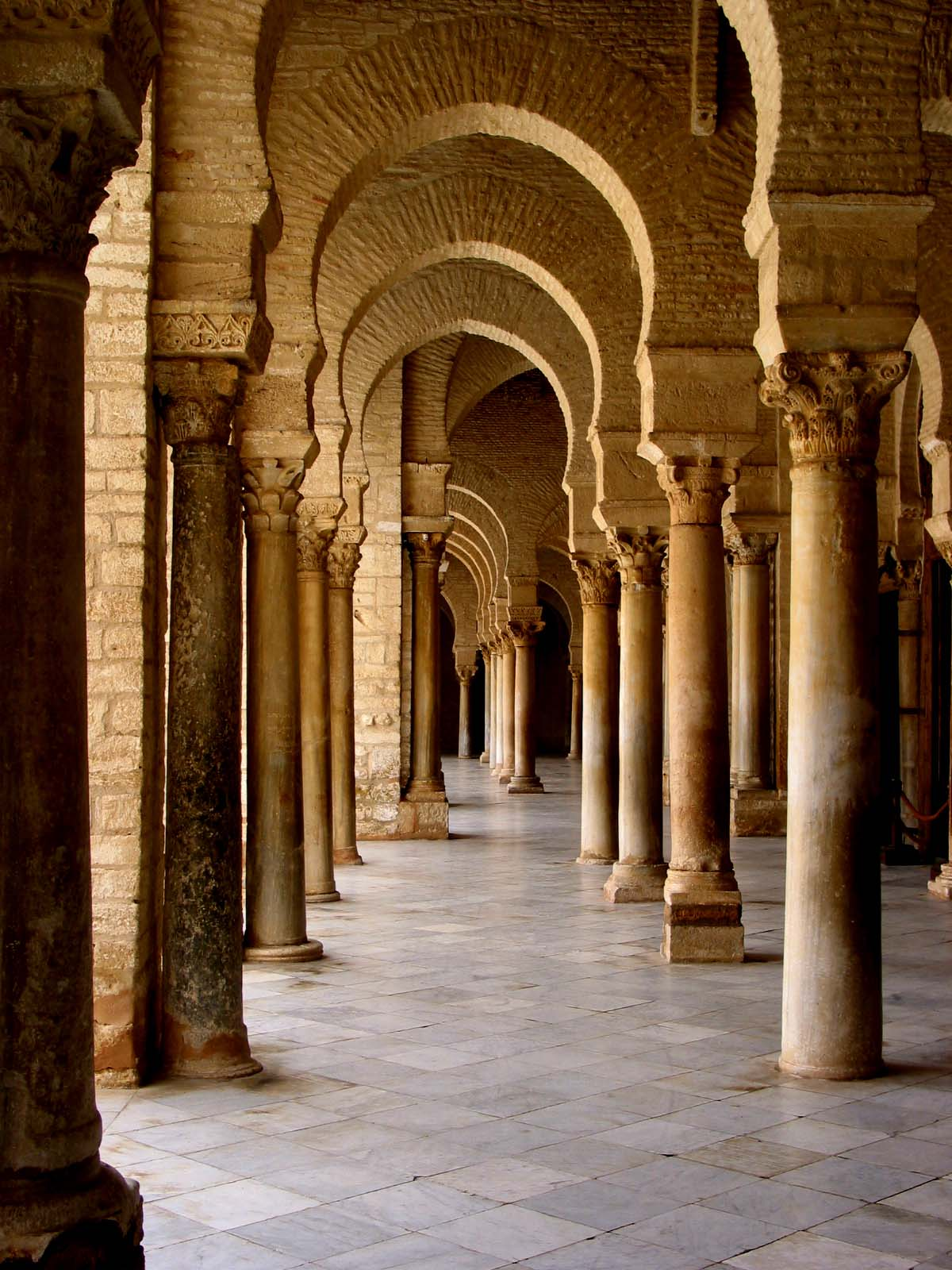
Portique précédant la salle de prière dans la grande mosquée de Kairouan.